# Almere

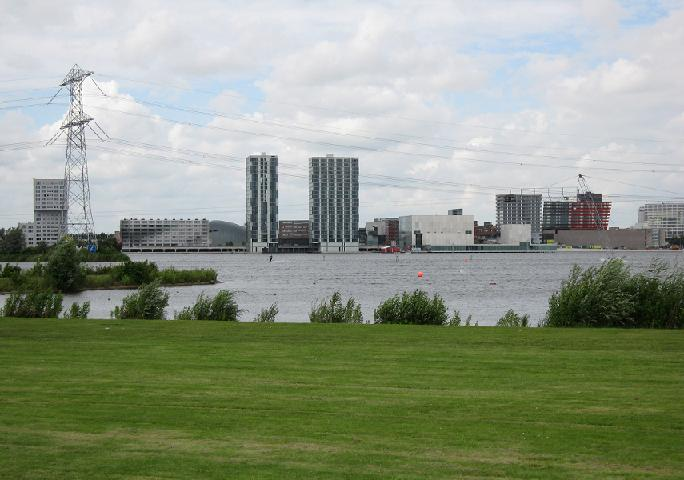
Almere.

Almeres läge i Flevoland.

Almere (nederländskt uttal: [ɑlˈmeːrə] lyssna (fil)) är en stad och kommun i provinsen Flevoland i Nederländerna. Almere är byggt på havet, med andra ord i en polder, och har bara funnits där sedan 1970-talet (det första huset stod färdigt 1976). Kommunen ligger 2 till 5 meter under havets nivå. Kommunens totala area är 248,77 km² (där 119,53 km² är vatten) och invånarantalet är på 203 766 invånare (2017-11). Tätorten Almere upptar en stor del av kommunens yta och det finns flera delar som: Almere-Centrum, Almere-Haven, Almere-Parkwijk och Almere-Buiten.